# Puch Ranger

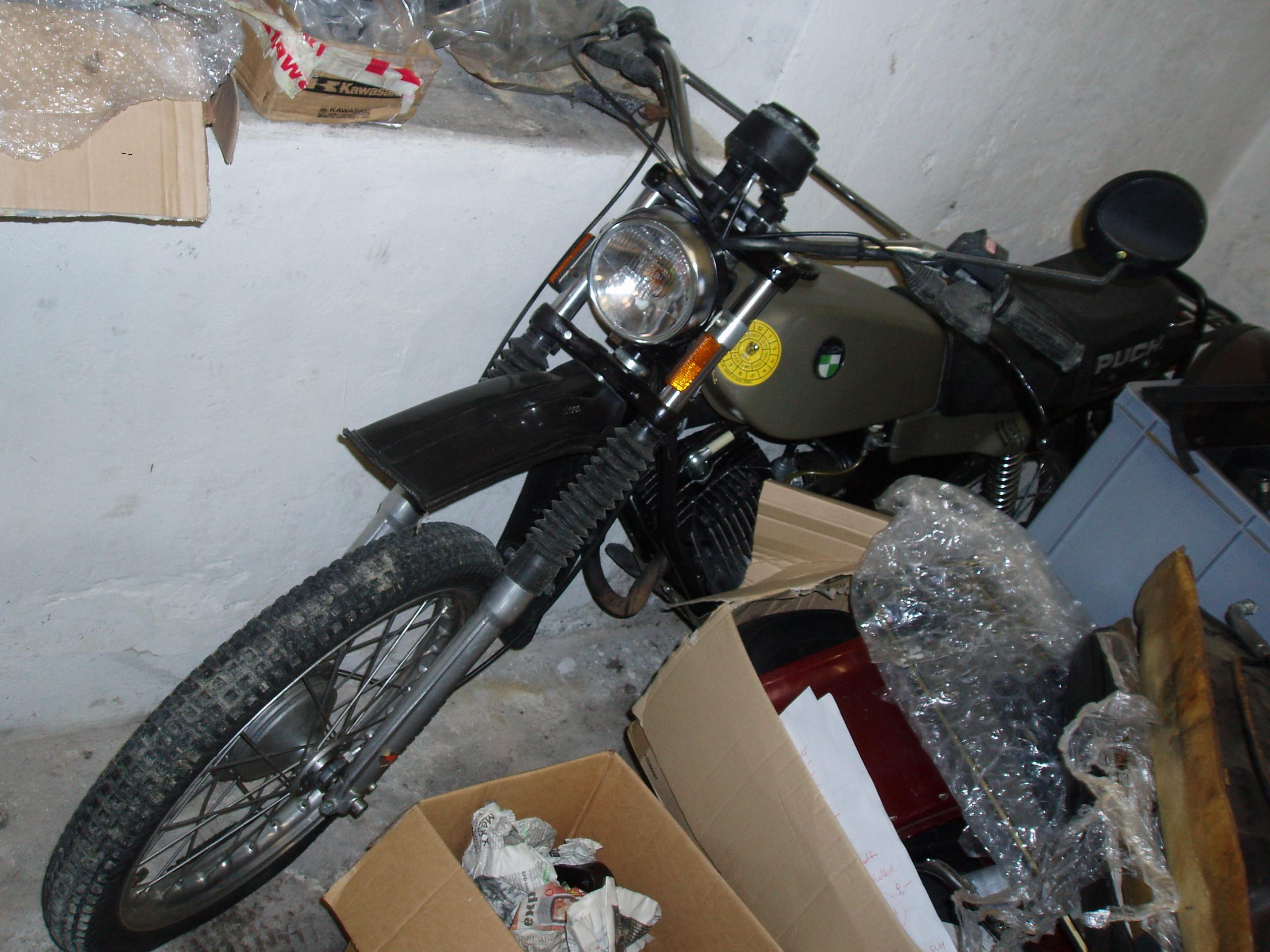
Eine vom österreichischen Militär eingesetzte Puch Ranger.

Die Puch Ranger ist ein robustes, leichtes Gelände-Moped, das im Auftrag der österreichischen Firma Steyr-Daimler-Puch AG im spanischen Puch-Werk Avello in Gijón in den Jahren 1979 bis 1987 gefertigt wurde. Hauptsächlich wurde sie in Österreich und Deutschland verkauft. In Spanien wurde sie mit einigen Änderungen als Puch „Minicross TT“ verkauft.

## Geschichte
Mit den Schalenrahmenmopeds, die aus der MS- und DS-Baureihe entwickelt worden waren, konnte man ein wichtiges Segment der Nachfrage nach Mopeds in Österreich und den wichtigsten Exportländern abdecken.
Das erste Puch-Moped, das über einen Rohrrahmen verfügte, war die MC 50. Sie wurde 1965 vorgestellt und über 30.000 mal gebaut. Die Puch MC50 besaß einen fußgeschalteten Dreigang-Motor mit Gebläsekühlung. Unter Jugendlichen war sie unter anderem wegen des sportlichen Aussehens und den umfangreichen Möglichkeiten zur Leistungssteigerung sehr beliebt. Sogar Puch selbst bot Tuningkits an.
Erst 1972 bekam die MC50 einen Nachfolger, die M50 Cross. Die M50 Cross verfügte über einen fahrtwindgekühlten Viergang-Motor. Die M 50 Cross wurde nicht einmal 4000 mal produziert und ist heute selten zu sehen. Im letzten Modelljahr erhielt das Modell einen anderen Tank und einen anderen Vorderrad-Kotflügel.
Im Jahr 1976 wurden die beiden vorher genannten Modelle, die bisher in Graz produziert wurden, von einem im spanischen Puch-Werk Avello gebauten Modell der Puch Cobra 4T abgelöst. Eine weitere „Gelände Cobra“, die Cobra 6 C, die 1978 vorgestellt wurde, besaß anders als alle bisherigen Modelle 6 Gänge. Sie wurde sowohl als Moped als auch als Kleinmotorrad ausgeliefert. 1979 wurde die Cobra T überarbeitet und als „Ranger 4TL“ für den deutschen Markt vertrieben.
Die Ranger 4TL verfügte im Gegensatz zur Cobra 4T über einen Drehzahlmesser sowie 4 Blinker und wies Änderungen in Tank, Luftfilterkasten, Gabel, Sitzbank sowie hinterem Kotflügel auf. Die Ranger 4TL wurde in Schwarz ausgeliefert. Die ersten Ranger 4TL hatten bis zur Seriennummer 4302307 einen Seitenständer rechts sowie bis zur Seriennummer 4300215 einen Gepäckträger mit nur einer Befestigungslasche links und rechts am Rahmen, ab dem Modell 4302308 bekam die Ranger 4TL einen Hauptständer (oder auch Mittelständer genannt, wie das Modell Ranger TT) und der Gepäckträger ab der Seriennummer 4300216 bekam eine weitere Befestigungslasche jeweils links und rechts am Rahmen zusätzlich, da dies eine Schwachstelle war.
Später erschien die Ranger 4TL auch am österreichischen Markt. Zeitgleich erschien das Modell Ranger TT.
Diese unterschied sich von der TL durch eine Scheinwerferverkleidung, die Auspuffanlage, den hinteren Kotflügel, die Sitzbank, den Gepäckträger, einen anderen Luftfilterkasten (da der Auspuff der Ranger TT rechts durch den Luftfilterkasten läuft, musste die Position des Luftfilters abgeändert werden, dieser steht bei der Ranger TT rechts unten und läuft nach links oben, bei der Ranger 4TL ist das aufgrund der Ulobox für die Blinker im Luftfilterkasten auf der linken Seite genau umgekehrt, also von links unten nach rechts oben). Die Gabel wurde mit Staubmanschetten ausgestattet-Blinker und Drehzahlmesser entfielen.
Die Ranger TT wurde ausschließlich in Gelb verkauft.
Ab 1983 wurden rund 500 Stück der Modellvariante Ranger TT ÖBH bis 1985 an das Österreichische Bundesheer ausgeliefert. Sie entsprach weitgehend dem Modell Ranger TT, hatte jedoch einen anderen Gepäckträger und verzichtete auf die Scheinwerferverkleidung. Sie wurde in RAL7013 seidenmatt, Braungrau, ausgeliefert-wobei einfach gelbe Ranger TT's
in Graz Braungrau überlackiert wurden.

## Technische Daten
Bei beiden Ranger Modellen TT und TL kam der bewährte Viergang-Motor (Typ 329) mit 2 kW/2,7 PS und Fahrtwindkühlung zum Einsatz.
| Technische Daten                  | Puch Ranger TL/TT                                                                            |
| --------------------------------- | -------------------------------------------------------------------------------------------- |
| Baujahr                           | 1979–1987                                                                                    |
| Motortyp                          | Einzylinder-Zweitaktmotor, Typ 329                                                           |
| Bohrung/Hub                       | 38/43                                                                                        |
| Hubraum                           | 48,8 cm³                                                                                     |
| Verdichtung                       | TL 10:1; TT 7,5: 1                                                                           |
| Leistung kW/PS                    | 2/2;2,7                                                                                      |
| max. Drehmoment                   | 3,9 Nm                                                                                       |
| Motorschmierung                   | Gemischschmierung 1:50                                                                       |
| Vergaser TL/TT                    | Dell’Orto SHA 15-15/BING 1/14                                                                |
| elektrische Anlage                | Bosch 6 V 19-10/5W (ohne Blinker: 18/5W)                                                     |
| Sonstige Baumerkmale des Motors   | fahrtwindgekühlter Leichtmetallzylinder                                                      |
| Kupplung                          | Mehrscheibenkupplung in Ölbad                                                                |
| Getriebe                          | TL: 4-Gang Fußschaltung: 1. i=2,91, 2. i=1,94, 3. i=1,39, 4. i=1,11 TT: 3-Gang Handschaltung |
| Rahmen                            | Rohrrahmen mit doppeltem Unterzug                                                            |
| Federung vorne                    | Betor Telegabel, 28mm Durchmesser, Federweg 140 mm                                           |
| Federung hinten                   | Schwinge mit 2 Federbeinen, Federweg 80 mm                                                   |
| Räder/Bereifung                   | v.: 2½-19R; h.: 3,00/3,25-18(R) Akront Alu-Felgen                                            |
| Länge/Breite/Höhe (mm)            | TL: 1990/750/1070; TT: 1890/730/1040                                                         |
| Radstand                          | TL: 1230; TT: 1220                                                                           |
| Bodenfreiheit (mm)                | 280                                                                                          |
| Trockengewicht                    | TL: 78; TT: 69                                                                               |
| Tankinhalt                        | 7 Liter                                                                                      |
| Fahrleistungen                    | 40 km/h, über 30 % Steigung                                                                  |
| Eigengewicht                      | 74 kg                                                                                        |
| Höchstes zulässiges Gesamtgewicht | 240 kg                                                                                       |
| Höchste zulässige Belastung       | 166 kg                                                                                       |
| Bereifung                         | vorne: 2,50-19 hinten:3,00/3,25-18                                                           |
| Felgen                            | vorne: 1,6 × 19 hinten: 1,85 × 18 Akront                                                     |
| Stärkstes Betriebsgeräusch        | Nahfeldpegel 78 dB                                                                           |